# All of Me
"All of Me" és una cançó del cantant R&B estatunidenc John Legend i que forma part del seu quart disc d'estudi Love in the Future (2013). Legend va coescriure la cançó amb Toby Gad i va coproduir-la amb Dave Tozer. La cançó està dedicada a la dona de Legend, Chrissy Teigen. "All of Me" va arribar a les principals ràdios el 12 d'agost de 2013 com el tercer senzill del disc.
El 17 de maig de 2014, la cançó esdevenia número u de la llista Billboard Hot 100 i es convertia en el seu primer single als Estats Units; superava la cançó "Happy" de Pharrell Williams, després de deu setmanes sent número u a la llista. "All of me" va arribar també al número dos al Regne Unit i Nova Zelanda i va encapçalar les llistes d'Austràlia, Canadà, Irlanda, Portugal, Suècia, Suïssa i els Països Baixos.
Legend va interpretar la cançó a la cerimònia de l'entrega dels Premis Grammy de 2014.

## Rerefons
La cançó és una balada power (power ballad) a piano, inspirada per la seva llavors la seva promesa Chrissy Teigen. La parella es va conèixer el 2007 en el set quan realitzava la gravació per al single «Stereo». El 14 de setembre de 2013 es van casar. La cançó va ser produïda per Dave Tozer i el mateix Legend.

## Llançament
John Legend va presentar "All of Me" el juny de 2013 durant la seva actuació al programa d'Oprah Winfrey Oprah's Next Chapter. El 6 d'agost del 2013 es va llançar el single sencer a través d'iTunes, juntament amb la pre-venda de Love in the Future. "All of Me" va entrar en la ràdios Urban americanes com el tercer single de Love in the Future el 12 d'agost de 2013.
Legend també va fer un vídeo musical de la cançó gravat amb la violinista Lindsey Stirling i que va ser estrenat a YouTube el 26 d'octubre de 2013. El productor neerlandès de música electrònica Tiësto va estrenar un remix de la cançó el gener de 2014. A country-influenced duet version of "All of Me" with Jennifer Nettles, featuring Hunter Hayes on guitar, was released in June 2014.
La taula següent descriu les diferents dates de llançament del single a les diferents parts del món:
| Regió        | Data                   | Format                    | Segell                       |
| ------------ | ---------------------- | ------------------------- | ---------------------------- |
| Estats Units | 12 d'agost de 2013     | Principals ràdios urbanes | GOOD Music, Columbia Records |
| Estats Units | 30 de setembre de 2013 | Smooth jazz radio         | Columbia Records             |
| Itàlia       | 22 de novembre de 2013 | Contemporary hit radio    | Sony Music                   |
| Regne Unit   | 30 de novembre 2013    | Contemporary hit radio    | Columbia Records             |
| Estats Units | Febrer de 2014         | Contemporary hit radio    | Columbia Records             |

## Actuacions en directe
Legenda va interpretar la cançó en directe al programa Late Show With David Letterman el 20 d'agost de 2013. El 27 d'agost del mateix any, va interpretar-la al The Box de Nova York. Va interpretar-la a Jimmy Kimmel Live! el 2 de setembre, juntament amb el segon single del disc "Made to Love". El 10 d'octubre de 2013, va interpretar la cançó durant la seva aparició al The Wendy Williams Show. Una altra actuació important on va interpretar el hit va ser als 56è Premis Grammy el 26 de gener de 2014.

## Crítica
Els crítics de música generalment van valorar positivament la cançó "All of Me". Ken Capobianco del The Boston Globe va titllar la cançó de l'àlbum com una "pista essencial". Ryan Patrick del Exclaim! va dir que la cançó mostra "l'actual so sentimental i apte per al consum comercial de Legend". Jon Dolan de Rolling Stone va anomenar la cançó com a "trituradora de pianos muntanyosa" ("mountainous piano crusher"). Julia Leconte de NOW va reblar que la veu de Legend brillava a la cançó. Molloy Woodcraft del The Guardian també va elogiar el talent vocal de Legend en aquesta cançó.

## Certificacions de vendes
| Regió | Certificació discogràfica | Ventes/Enviaments |
| --- | ------------------------- | ----------------- |
| Austràlia (ARIA) | 5× Platí                  | 350.000^          |
| Canadà (Music Canada) | 2× Platí                  | 160.000^          |
| Nova Zelanda (RMNZ) | Platí                     | 15.000*           |
| Suècia(GLF) | 3× Platí                  | 120.000x          |
| Regne Unit (BPI) | Platí                     | 600.000^          |
| Estats Units (RIAA) | Platí                     | 4.004.125         |
| * xifres de vendes d'acord amb la certificació ^ xifres d'eenviaments d'acord amb la certificació x xifres no especificades d'acord amb la certificació |                           |                   |

## Versions
Blaine Anderson (Darren Criss) va interpretar la cançó «All of me» en el darrer episodi de la cinquena temporada de Glee, "The Untitled Rachel Berry Project" el 2014.
El Cor de la universitat de Stellenbosch de Sud-àfrica en fa una versió, arranjada per Andre var den Merwe.